# Sincroinactividad
Sincroinactividad (SYN) es el carácter de control ASCII 22 (0x16), se representa como ^V.   En EBCDIC el carácter correspondiente es 50 (0x32). «Sincroinactividad» se utiliza en sistemas de comunicación en serie sincrónica como máquinas de teletipo o el bisync para proporcionar una señal de qué corrección puede conseguirse.
Ya que no existen bits de INICIO, PARAR o PARIDAD en los sistemas de comunicación en serie sincrónica, es necesario establecer un carácter que enmarca a través de reconocimiento de caracteres SYN consecutivos (por lo general tres), en el punto en el que se supone que empiece el primer bit de SYN y  después cada siete bits.
El carácter SYN tiene el patrón de bits «00010110» (EBCDIC 00110010), el cual tiene la propiedad de ser distinto a cualquier operador a nivel de bits. Estas permite realizar un alineado de bits de secuencias de sincroinactividades.